# М'ясний снек
М'ясні́ сне́ки — це сушені м'ясні, тонкі, нарізані шматочками м'яса, приправлені спеціями, так звані джерики, м'ясні чипси, соломка та струганина. М'ясні снеки виготовляють з м'яса свинини, яловичини, птиці, конини, оленини і баранини.
На кафедрі технології м'яса ХДУХТ, було проведено комплекс експериментальних досліджень по розробці нової технології м'ясних сушених виробів. Розроблена технологія включає наступні операції: підготовку м'яса, маринування соєвим соусом у співвідношенні 10…15 % до маси сировини тривалістю 10…12 год. Отримане м'ясо сушили при температурі 50…600 °C протягом 5…7 год.